# Typographe
Pour l’article homonyme, voir bostryche typographe.
Pour le designer, voir Créateur de caractères.
 (janvier 2017).
Si vous disposez d'ouvrages ou d'articles de référence ou si vous connaissez des sites web de qualité traitant du thème abordé ici, merci de compléter l'article en donnant les références utiles à sa vérifiabilité et en les liant à la section « Notes et références ».

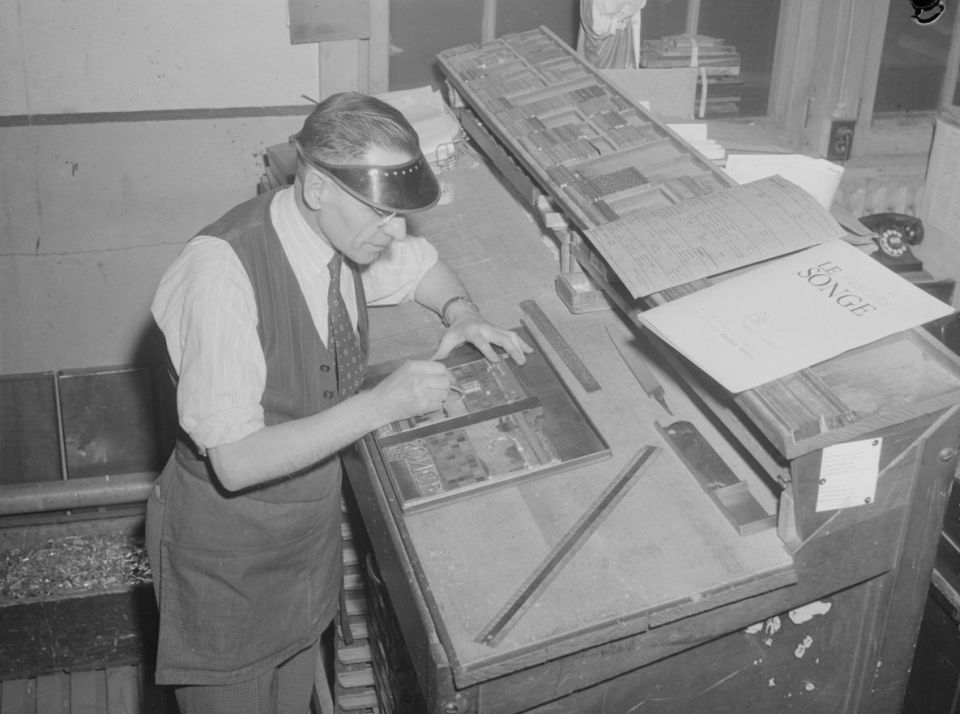
Un typographe en 1946.

Un typographe est un artisan ou un ouvrier travaillant dans le domaine de la typographie.

## Description
Un typographe est celui qui choisit et compose avec des caractères. Aujourd'hui, typographe est employé à tort pour désigner un créateur de caractères : la plupart des imprimeurs créaient eux-mêmes leurs propres caractères, avant que cette activité ne se spécialise. Mais de nombreux créateurs refusent maintenant ce mot qui correspond à une technique tombée en désuétude à l'époque du numérique.
Selon Louis Radiguer, auteur de Maitres imprimeurs et ouvriers typographes, les typographes sont ceux qui à un titre quelconque manipulent les caractères dans les imprimeries. Ils sont en général plus instruits que les autres ouvriers puisqu’il s’agit de savoir lire afin de pouvoir exercer cette profession, sachant que l’instruction n’est rendue obligatoire qu’à la suite des lois Jules Ferry en 1881 et 1882, il s'agit donc de personne ayant au moins appris à lire et écrire.
Les typographes étaient des ouvriers sachant nécessairement lire et écrire (ce qui n’était pas toujours le cas dans d’autres métiers), et ils étaient souvent porteurs et propagateurs d’idées nouvelles, voire de mouvements sociaux. Les typographes furent les pionniers du mouvement ouvrier nord-américain[réf. nécessaire]. Le plus vieux syndicat québécois et canadien toujours existant est l’Union internationale des typos. Le premier député ouvrier canadien fut le typographe Alphonse-Télesphore Lépine.
Durant tout le XIXe siècle, les typographes seront très présents parmi les cercles d'études, les comités politiques, les universités populaires ou les organisations ouvrières groupant plusieurs métiers. Pierre Leroux, Claude Corbon, Henri Tolain, Jean Allemane, avaient été ouvriers typographes avant d'entrer comme députés à l’Assemblée nationale.
De nombreux anarchistes (notamment au XIXe siècle) étaient typographes afin de pouvoir diffuser leurs idées plus aisément[réf. nécessaire].